# NGC 2440
NGC 2440 (другие обозначения — PK 234+2.1, ESO 560-PN9) — планетарная туманность в созвездии Корма. Остаток звезды подобной Солнцу.
Этот объект входит в число перечисленных в оригинальной редакции «Нового общего каталога».